# Cedar Hill Lakes (Misuri)
Cedar Hill Lakes es una villa ubicada en el condado de Jefferson en el estado estadounidense de Misuri. En el Censo de 2010 tenía una población de 237 habitantes y una densidad poblacional de 350,6 personas por km².

## Geografía
Cedar Hill Lakes se encuentra ubicada en las coordenadas 38°19′53″N 90°39′24″O / 38.33139, -90.65667. Según la Oficina del Censo de los Estados Unidos, Cedar Hill Lakes tiene una superficie total de 0.68 km², de la cual 0.59 km² corresponden a tierra firme y (13.03%) 0.09 km² es agua.

## Demografía
Según el censo de 2010, había 237 personas residiendo en Cedar Hill Lakes. La densidad de población era de 350,6 hab./km². De los 237 habitantes, Cedar Hill Lakes estaba compuesto por el 97.47% blancos, el 0% eran afroamericanos, el 0.42% eran amerindios, el 1.27% eran asiáticos, el 0% eran isleños del Pacífico, el 0% eran de otras razas y el 0.84% pertenecían a dos o más razas. Del total de la población el 1.27% eran hispanos o latinos de cualquier raza.